# Tham Pha Ka
 (février 2020).
Tham Pha Ka, ou Tham Phaka, (laotien ຖ້ຳຜາກ້າ) est une grotte située dans la Province de Vientiane au Laos, à 22 kilomètres au nord de la ville de Muang Mèt. Le réseau de cavités karstiques actives et fossiles, est traversé par la rivière Nam Fuang, un affluent du fleuve Mékong.
Tham Pha Ka est potentiellement l'une des plus grandes grottes connues du Laos,. En 2020, le développement du réseau de cavités topographié atteint près de 9 kilomètres ,. Une salle de 120 m de haut et 400 m de large est présente dans la partie nord du réseau,. Les quatre principaux réseaux souterrains naturels du Laos sont le système de la Nam Dôn (45 km), Tham Nam Non (28 km), Pha Soung (21 km) et Tham Chom Ong (18 km).

La grotte est utilisée par la population locale qui y exploite le guano et y pratique des retraites religieuses. Le Gouvernement de la République démocratique populaire lao présente cette grotte comme « idéale pour le développement d'un écotourisme centré sur la population locale ». Les récentes explorations spéléologiques ayant révélé la nature exceptionnelle de Tham Pha Ka, les médias locaux et les autorités portent un intérêt grandissant à cette grotte. Le Bureau du Tourisme de la ville de Muang Mèt est à présent à la recherche d'un opérateur afin d'y développer des activités touristiques.
Toutefois, Tham Pha Ka est menacée par un projet hydroélectrique en aval - le Nam Fuang Hydropower Project - qui pourrait noyer la partie basse et active du réseau de cavités.

## Histoire des explorations

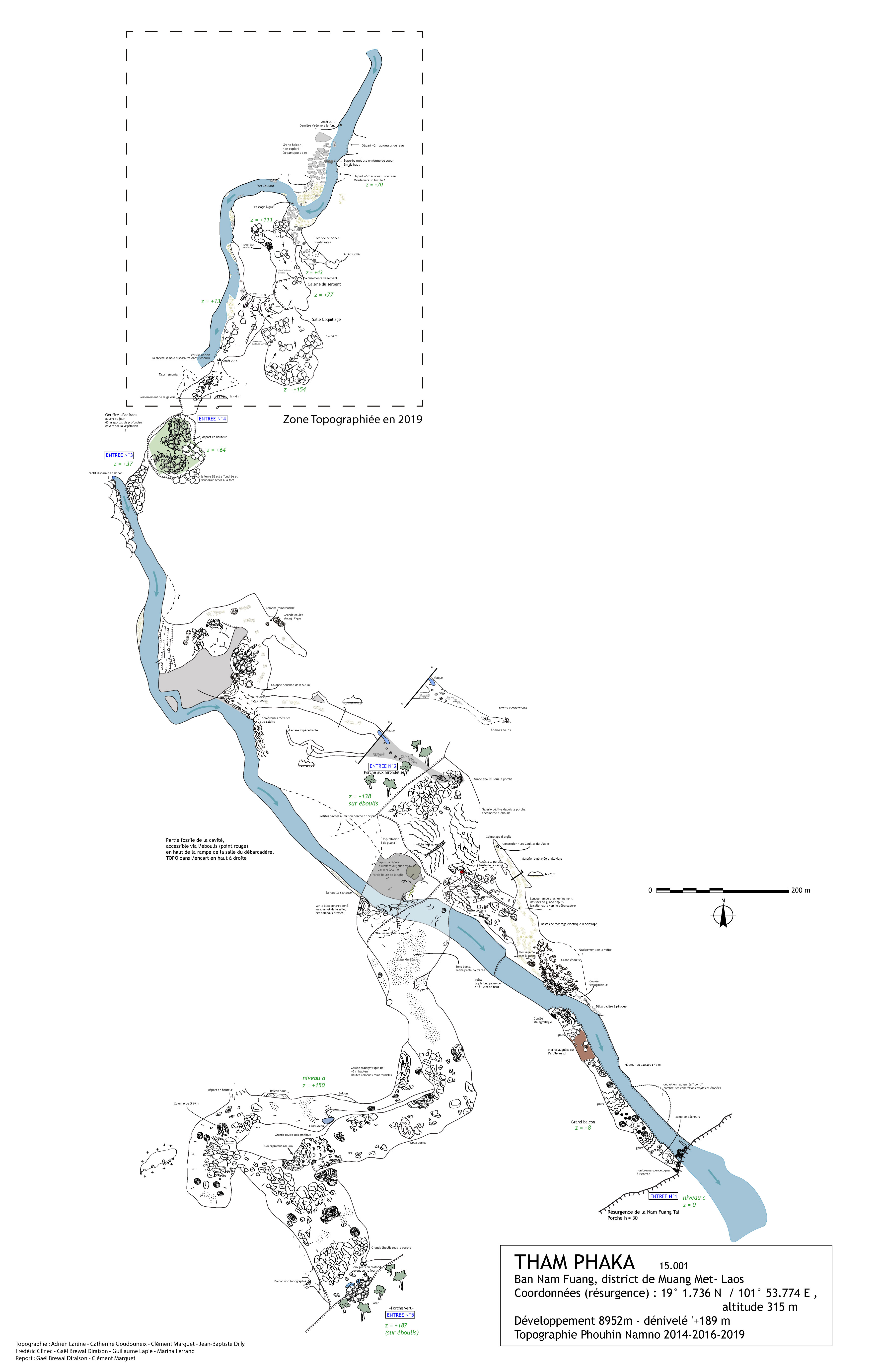
Topographie de Tham Pha Kha

L'E.E.G.C. (Étude et Exploration des Gouffres et Carrières), une association affiliée à la Fédération française de spéléologie, explore et topographie Tham Pha Ka depuis 2014. À partir de la résurgence, au cours de cinq expéditions, en 2014, 2016, 2019, 2020 et 2025, 11 498 m de réseau ont été topographiés. En 2018, le J.E.T. (Japanese Exploration Team) a exploré la grotte de Tham Pha Ka accompagné d'une équipe de télévision de la NHK,,. Ils ont poussé l'exploration du réseau vers l'amont et traversé le réseau depuis la résurgence, au sud, jusqu'à la perte au nord.

## Biospéléologie
Une nouvelle espèce de Coléoptères (Coleoptera) de la famille des Leiodidae a été découverte dans Tham Pha Ka: Ptomaphaminus ferrandae (Perreau & Lemaire, 2018).
Deux spécimens prélevés dans la grotte sont des paratypes pour la description d'une seconde espèce de Coléoptères de la famille des Aderidae, Zarcosia lemairei  (Gompel, 2020)